# Lola B12/60
La Lola B12/60 est une voiture de course développée et homologuée pour répondre au règlement Le Mans Prototype (LMP) de l'Automobile Club de l'Ouest (ACO) et de la Fédération internationale de l'automobile (FIA). Elle est construite par le constructeur britannique Lola Cars, puis engagée par l'écurie suisse Rebellion Racing en championnat du monde d'endurance FIA à partir de la saison 2012, et à moindre mesure dans le championnat American Le Mans Series (ALMS). L'écurie américaine Dyson Racing, l'a également engagée en ALMS à partir de 2012, sur toutes les manches.

## Histoire en compétition

### Championnat du monde d'endurance FIA avec Rebellion Racing (2012-2014)

#### Première saison face à la concurrence (2012)

##### 24 Heures du Mans

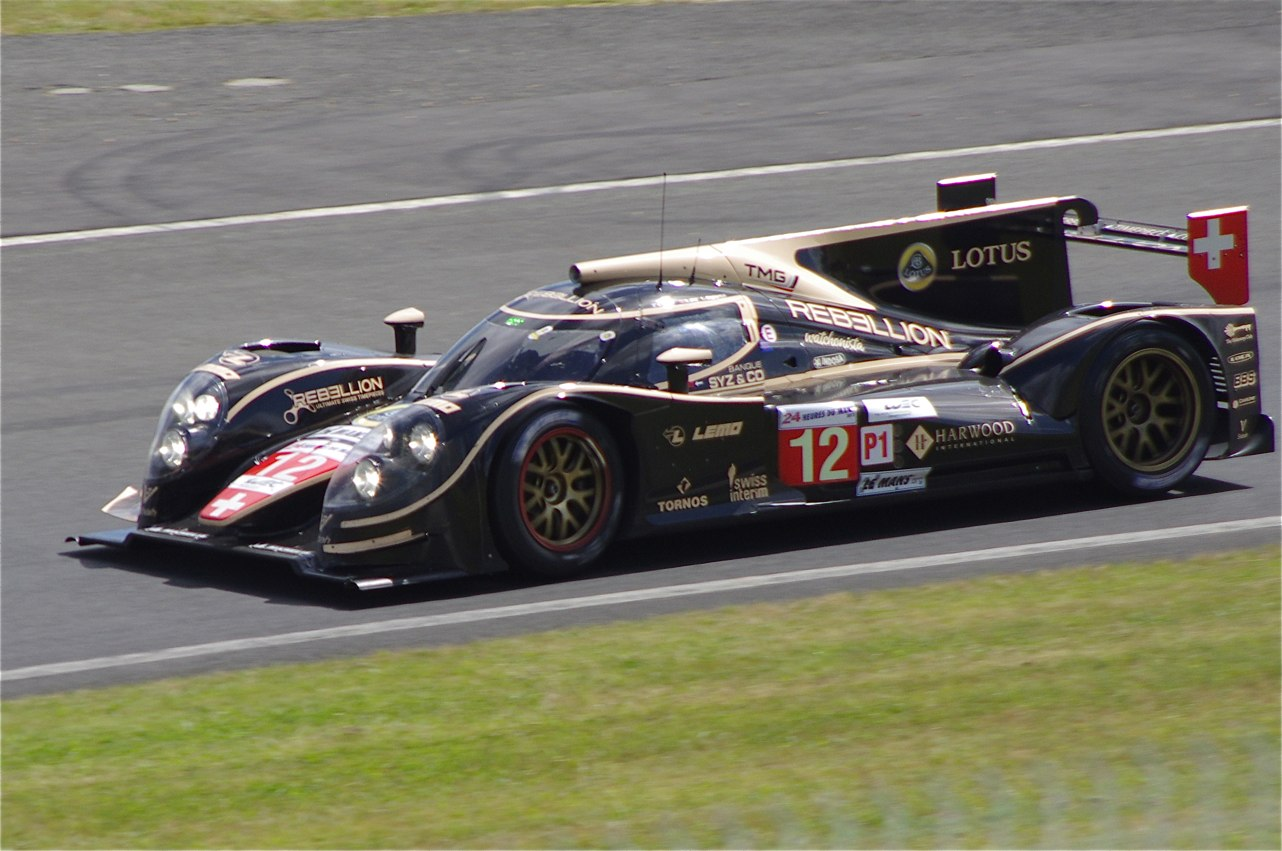
Participation aux 24 Heures du Mans 2012.

À l'origine les deux écuries devaient participer aux 24 Heures du Mans mais le Dyson Racing déclare forfait pour des raisons budgétaires, reste donc le Rebellion Racing qui y engage deux voitures toujours motorisées par Toyota. À l'issue de la course, la voiture no 12 du Rébellion termine quatrième tandis que la voiture-sœur termine onzième à la suite de problèmes d'embrayage.

#### Deuxième saison seul face aux usines (2013)
Vers la fin janvier, Rebellion Racing annonce que son programme sera constitué du championnat du monde d'endurance FIA et de l'American Le Mans Series. Pour cette deuxième saison, les Lola seront toujours motorisées par Toyota, qui apportera quelques modifications.

##### Premier des écuries«privée-essence»à Silverstone
En avril, Le Rebellion Racing se rend sur le circuit de Silverstone pour y disputer la première manche : les 6 Heures de Silverstone. Lors de la séance de qualification, l'équipage de la no 12 se classe quatrième sur la grille devant l'Audi no 1,. En course, l'équipage de la no 12 termine cinquième au classement général et premier des équipes privées. Il termine notamment devant l'équipage de la no 13, et devant la HPD du Strakka Racing.

#### Deuxième victoire à Spa parmi les écuries privées
Début mai, dans le cadre des 6 Heures de Spa, l'équipage de la no 12 se qualifie en sixième position sur la grille avec un temps moyen au tour de 2 min 1 s 482. La Lola-Toyota no 12 se retrouve première des équipes privées LMP1 sur la grille de départ. Dès les essais libres, Heidfeld est très optimiste concernant le rythme de la Lola-Toyota : « Nous avons dominé notre classe dans chacune des trois séances de la journée. Nous avons été très proches des voitures d’usine durant les séances d’essais libres. Et je suis sûr que j’aurais pu améliorer mon meilleur chrono si je n’avais pas été ralenti par une LMP2 lors de mon dernier tour rapide. Quoi qu'il en soit, je suis heureux de la place que nous avons obtenue aujourd’hui. Nous faisons évoluer la voiture au fur et à mesure et nous commençons déjà à récolter le fruit de nos efforts ». En course, l'équipage de la no 12 connait une course sans incidents majeurs et devance une nouvelle fois l'équipage de la no 13, ainsi que la HPD ARX-03c n°21 du Strakka Racing. Cette cinquième place permet au Rebellion Racing de mener le Trophée Endurance FIA des Équipes Privées avec 32 points d'avance sur le Strakka Racing (la Lola-Toyota no 13 n'étant pas inscrite sur la saison complète, elle ne marque pas de points pour le championnat).

### American Le Mans Series avec Dyson Racing et Rebellion Racing (2012-2013)

#### Podium à Sebring et Victoire au Petit Le Mans (2013)
En 2013, en plus du championnat du monde d'endurance FIA, le Rebellion Racing participe à l'American le Mans Series, où une Lola B12 sera engagée sur toutes les manches du championnat. Les pilotes Nick Heidfeld et Neel Jani sont titularisés la voiture portant le no 12 ; seule la manche des 12 Heures de Sebring est disputée avec le renfort de Nicolas Prost. Pour la manche de Sebring, une deuxième Lola B12/60, portant le dossard no 13 sera confiée à Mathias Beche, Andrea Belicchi et Cong Fu Cheng,. À la suite des qualifications, l'équipage de la no 12 prend le départ depuis la troisième position sur la grille et ne connait pas d'ennuis particuliers. Tout au long de la course, l'équipage de la Lola no 12 sera en mesure de contenir derrière lui, la HPD ARX-03c no 6 du Muscle Milk Picket Racing pilotée par Klaus Graf, Lucas Luhr et Romain Dumas. La Lola B12/60 obtient l'unique podium de l'écurie suisse aux 12 Heures de Sebring.
Plus tard dans le mois d'avril, le rebellion Racing dispute la deuxième manche du championnat qui a lieu à Long Beach. L'équipage de la no 12 arrive avec quatre points d'avance sur Lucas Luhr et Klaus Graf. Nick Heidfeld se montre le plus rapide durant essais libres. Après être parti en pole, les pilotes du Rebellion Racing doit faire face à la stratégie osée du Muscle Milk Pickett Racing. La Lola passe la ligne d'arrivée en deuxième position et avec 33 secondes de retard sur la HPD de Klaus Graf,.
En mai, l'écurie participe à une séance d'essaiqui a lieu le circuit de Laguna Seca en marge de la course. Les organisateurs de l'International Motor Sports Association organisent deux heures de roulage pour permettre aux concurrents de l'American Le Mans Series de se familiariser avec le circuit. L'écurie suisse en profite pour apporter des évolutions à la Lola. Selon Heidfeld, les évolutions apportées ne sont pas encore exploitées au maximum et il s'attend à être plus performant à l'avenir : « Nous avons repéré le circuit à pied. Généralement, ce n’est pas le plus amusant à faire mais ici c’était le cas car la piste est très étonnante. Ce circuit est nouveau pour nous, dans tous les sens du terme, et nous sommes heureux d’avoir plus de séances d’essais ce vendredi. Nous pourrons certainement améliorer l’équilibre au fur et à mesure du week-end ». l'équipage de Rebbelion Racing domine aussi bien les séances d'essais que celles des qualifications. Pendant toute la durée de la course, La Lola no 12 et au coude à coude avec la HPD no 6, mais Heidfeld et Jani marquent un arrêt au stand initialement non prévu à une demi-heure de l'arrivée et s'inclinent pour 6,352 secondes face à Graff et Luhr qui s'imposent.

## Palmarès
- Championnat du monde d'endurance FIA
  - Vainqueur du trophée LMP1 (équipes privées) du Championnat du monde d'endurance FIA 2012 avec le Rebellion Racing

- American Le Mans Series
  - Vainqueur du Petit Le Mans en 2012 avec le Rebellion Racing
  - Vainqueur à Road America en 2012 avec le Dyson Racing